# Ostrya virginiana
Ostrya virginiana även amerikansk humlebok är en björkväxtart som först beskrevs av Philip Miller, och fick sitt nu gällande namn av Karl Heinrich Koch. Ostrya virginiana ingår i släktet Ostrya och familjen björkväxter.
Arten förekommer från sydöstra Kanada över östra USA och Mexiko till Guatemala, Honduras och El Salvador. Den växer i låglandet och i bergstrakter upp till 2600 meter över havet. Ostrya virginiana ingår i södra delen av utbredningsområdet i molnskogar. I andra regioner hittas den ofta i fuktiga delar av blandskogar eller lövskogar. Skogarna domineras ofta av träd från tallsläktet och eksläktet. I raviner växer Ostrya virginiana även bredvid arter av ädelgranssläktet, av lönnsläktet och av cypress-släktet.
Detta träd blir vanligen 15 meter högt och når sällan till skogens toppskikt. För artens trä förekommer många olika användningar, till exempel för staket eller som bränsle. Trädet har däremot mindre betydelse för det intensiva skogsbruket. Olika delar av trädet har enligt ursprungsbefolkningens traditionella medicin läkande egenskaper. Ostrya virginiana odlas som prydnadsväxt i trädgårdar och stadsparker för de kopparfärgade bladen under hösten. Djur som fasan, kaniner, skogshöns, kalkoner, hjortdjur, ekorrar och olika sångfåglar äter trädets frukter.
Luftföroreningar kan påverka beståndet negativt. Avverkningar av Mexikos molnskogar medförde att artens bestånd minskade där. I USA och Kanada är Ostrya virginiana vanligt förekommande. IUCN listar arten som livskraftig (LC).

## Underarter
Arten delas in i följande underarter:
- O. v. guatemalensis
- O. v. virginiana

## Bildgalleri

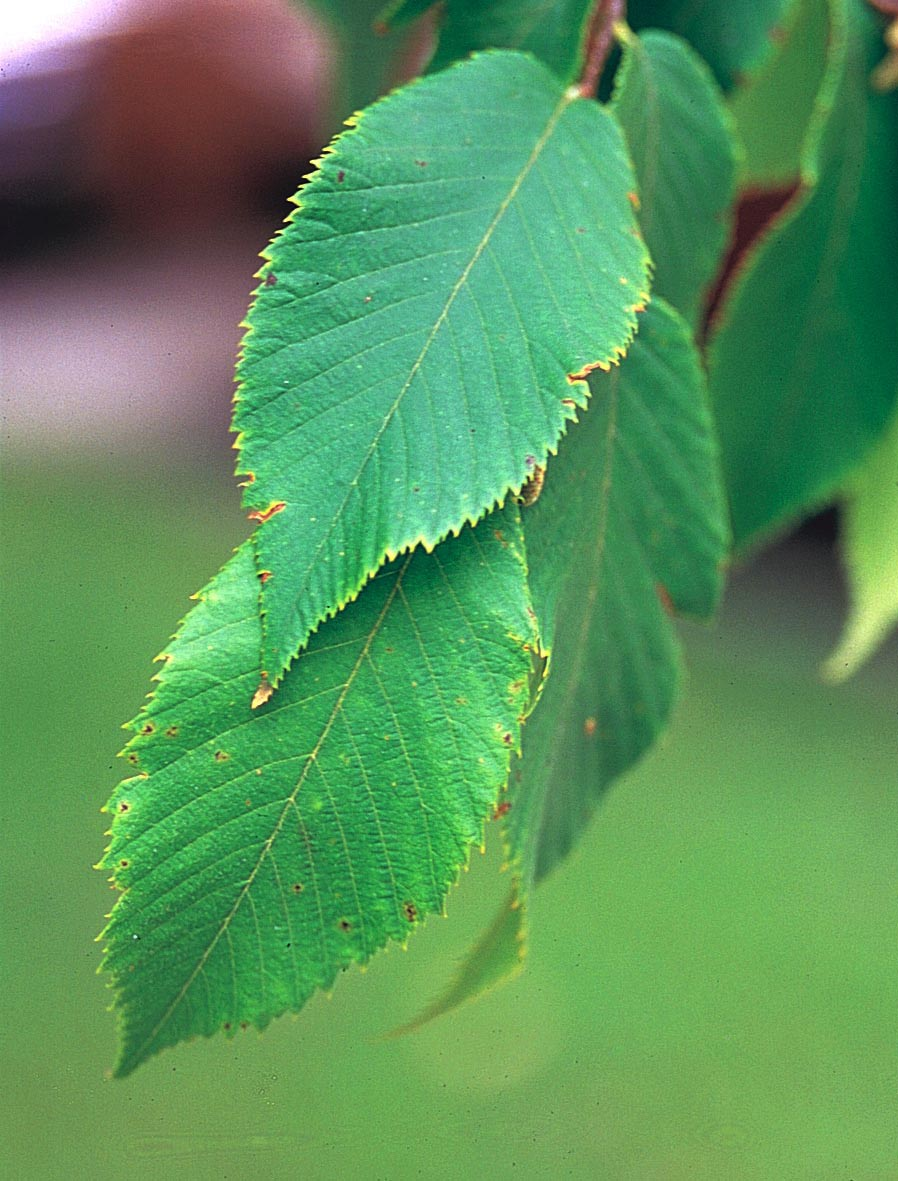
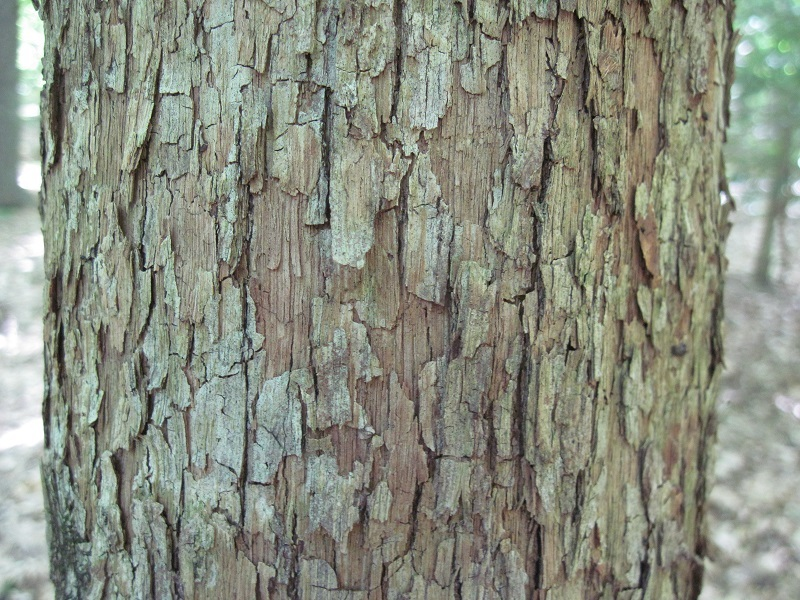
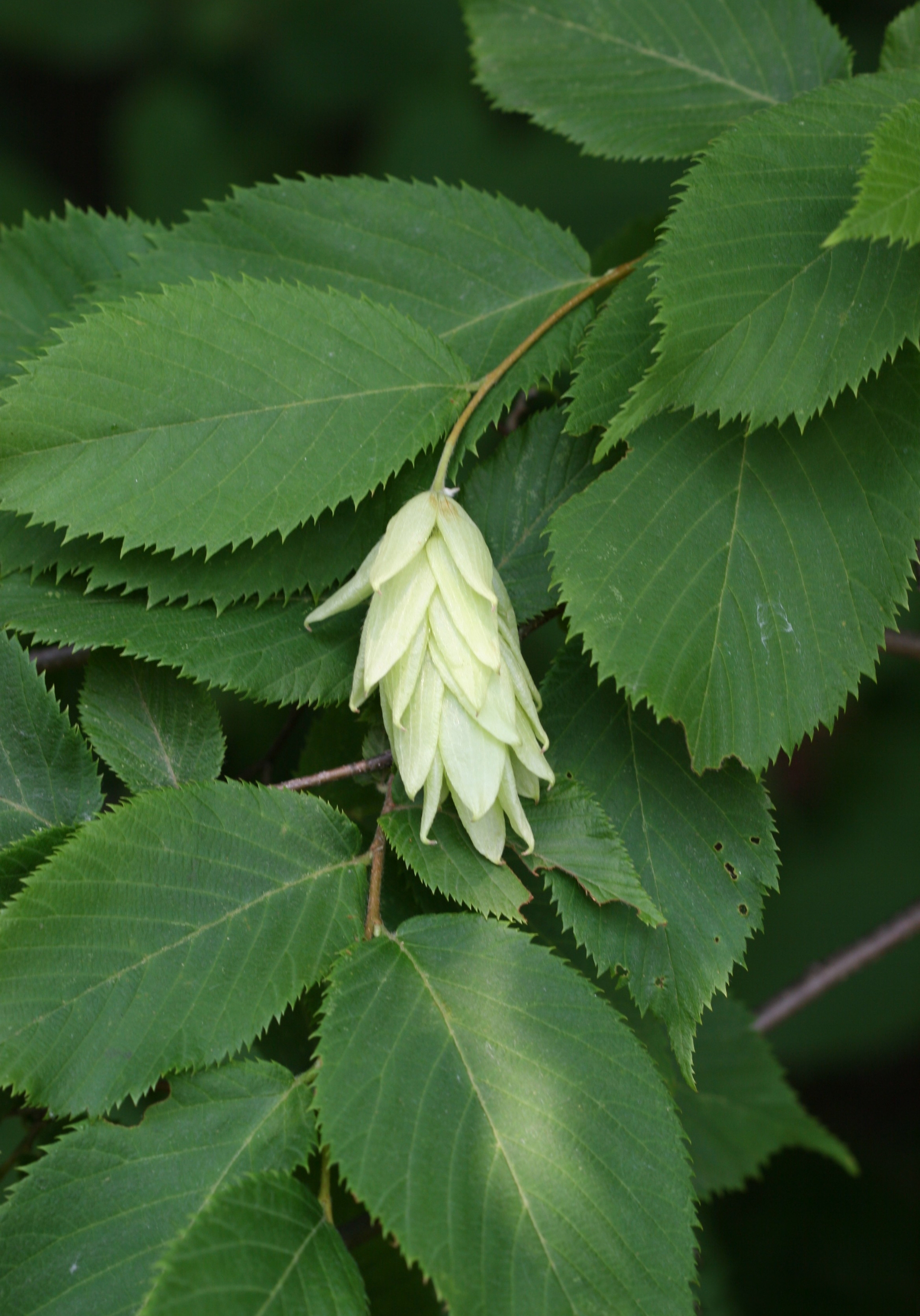
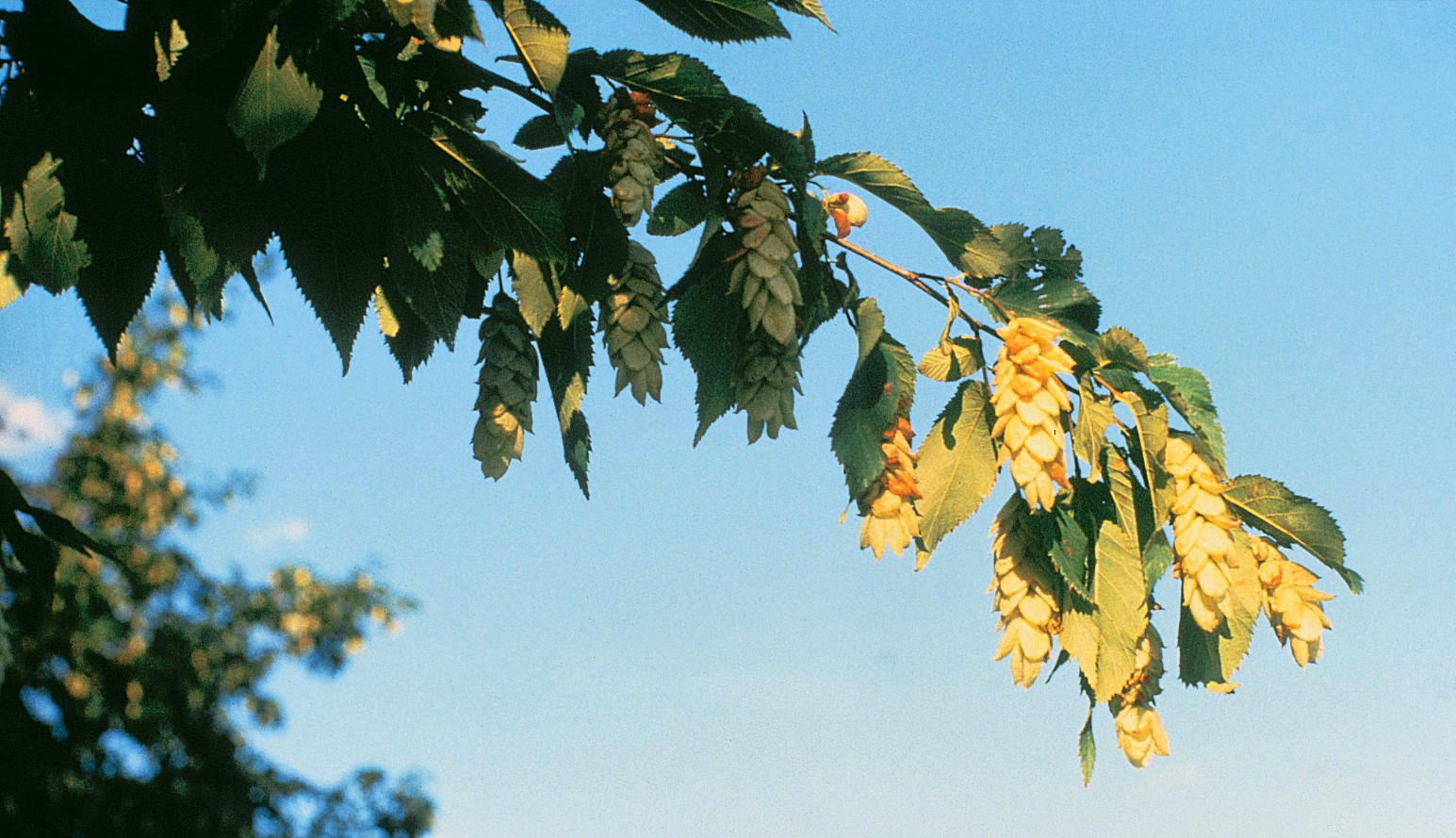
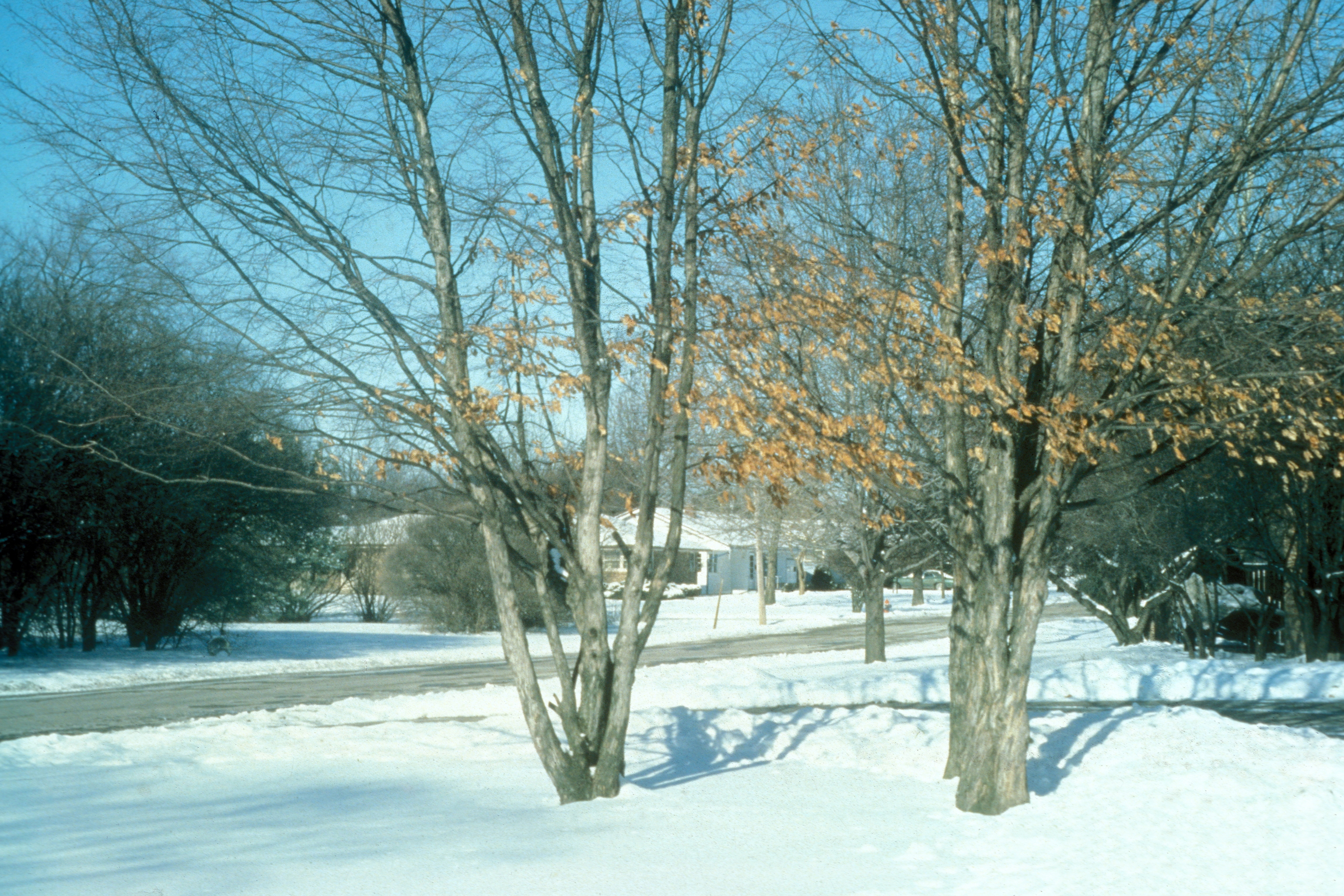
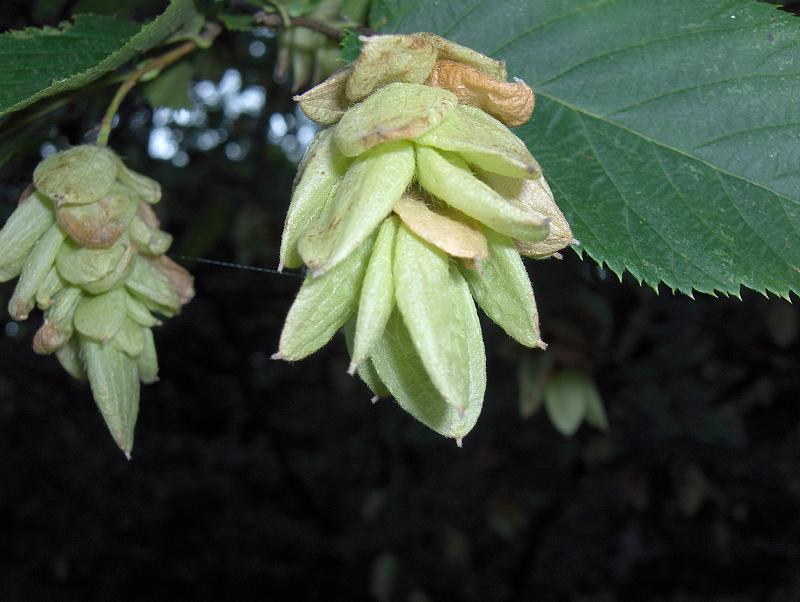